# Pieter Harting
Pieter Harting (Rotterdam, 27 febbraio 1812 – Amersfoort, 3 dicembre 1885) è stato un botanico, naturalista e idrologo olandese.
Ha portato contributi in molte discipline scientifiche, quali la microscopia, l'idrologia, la botanica,  la biostratigrafia.
Ottenne la sua laurea in medicina nel 1835 dall'Università di Utrecht lavorando come dottore negli anni successivi a Oudewater. Dal 1841 insegnò medicina a Franeker, e due anni dopo torno all'Università di Utrecht, dove lavorò come professore di farmacologia e fisiologia vegetale (del 1846), e in seguito di zoologia (dal 1855). Nel 1856 fu nominato direttore del locale museo di zoologia. Fu membro della Koninklijke Nederlandse Akademie van Wetenschappen (l'Accademia Reale dei Paesi Bassi per le Arti e le Scienze, nota come KNAW) e ricevette un titolo dottorale onorifico dall'Università di Leida. Harting fu uno dei primi accademici nederlandesi a accettare e le teorie di Charles Darwin, di cui fu un grande sostenitore. Si recò in pensione nel 1875.
Mantenne per tutta la sua carriera un avido interesse per lo sviluppo storico del microscopio e della fabbricazione delle lenti. Fu autore di un importante volume sulla microscopia tradotto in molte lingue, incluso il tedesco (Das Mikroskop). A lui si deve l'istituzione di un laboratorio di micrscopia presso il suo ateneo.
Nel campo dell'idrologia fece molti studi scientifici sulle falde acquifere mirati al miglioramento della qualità dell'acqua pubblica. Con altri colleghi scienziati creò il primo comitato per la redazione di una mappa geologica dei Paesi Bassi.
In suo onore fu intitolato l'insediamento di Hartingsburg nel Transvaal (poi rinominato Warmbad), e analogamente una specie dell'ordine dei Teuthida, lo Architeuthis hartingii.